# جاده ئی۵۷۲ اروپا
جاده ئی۵۷۲ اروپا (به انگلیسی: European route E572) یکی از جاده‌های درجه ۲ قاره اروپا است.
این جاده که در کشور اسلواکی قرار دارد از شهر ترنچین شروع شده و در شهر ژیار ناد هرونوم به پایان می‌رسد.